# Flamranka
Flamranka (Pyrostegia venusta) är en art i familjen katalpaväxter från Brasilien. Arten är en vanlig prydnadsväxt i varma länder och odlas ibland som krukväxt i Sverige.
Flamranka är en kal, städsegröna buske som klättrar med hjälp av klängen. Bladen är trebladiga och uddbladet är omvandlat till ett tredelat klänge, delbladen är helbräddade, äggrunda till avlånga, 4-6,5 cm långa och 3,3-4,5 cm breda, utdraget spetsiga med hjärtlik bas. Blomställningen är toppställd eller kommer i bladvecken och är uppbyggd som en klase eller ett knippe. fodret är klocklikt med fem små tänder. Kronan är orange, smalt rör- eller trattlik, cirka 5 cm lång med utskjutande ståndare. Frukten är en långsmal, tilltryckt kapsel med vingade frön.
Blommorna pollineras av kolibrier.

## Synonymer
- Bignonia ignea Vell.
- Bignonia tecomiflora Rusby
- Bignonia venusta Ker Gawler
- Jacaranda echinata Spreng.
- Pyrostegia acuminata Miers
- Pyrostegia dichotoma Miers ex K.Schumann
- Pyrostegia ignea (Vellozo) C.Presl
- Pyrostegia intaminata Miers
- Pyrostegia pallida Miers
- Pyrostegia parvifolia Miers
- Pyrostegia reticulata Miers
- Pyrostegia tecomiflora (Rusby) K.Schum. ex Urb.
- Pyrostegia venusta var. typica Sprague
- Pyrostegia venusta var. villosa Hassler
- Tecoma venusta (Ker Gawler) Lem.
- Tynanthus igneus (Vell.) Barb.Rodr.